# 高鳳 (明朝宦官)
高凤（？—1512年），字廷威，号梧冈，明朝宦官，涿州人，司礼监太监。正德年间“八虎”之一。
高凤自幼进宫，送内书堂读书。明英宗命其管理司礼监的书札。天顺八年（1464年），英宗崩，他参与办理丧礼。明宪宗即位，参与办理纳皇后礼。明孝宗弘治七年（1494年），受命致祭顺妃。弘治十一年（1498年），赐给蟒袍，许在宫中乘马。为司礼监太监，兼管东宫典玺局。弘治十八年（1505年），明孝宗崩，明武宗即位，高凤掌管机密，提议奉行正德初年新政，岁禄二十四石。负责办理孝宗的丧事；太皇太后王氏命他主持武宗的纳皇后礼。正德元年（1506年），岁禄加至八十四石。正德四年（1509年），高凤称病，求退休，正德七年（1512年），高凤去世。吏部尚书、大学士李东阳为撰墓志铭。